# Edmondo De Amicis

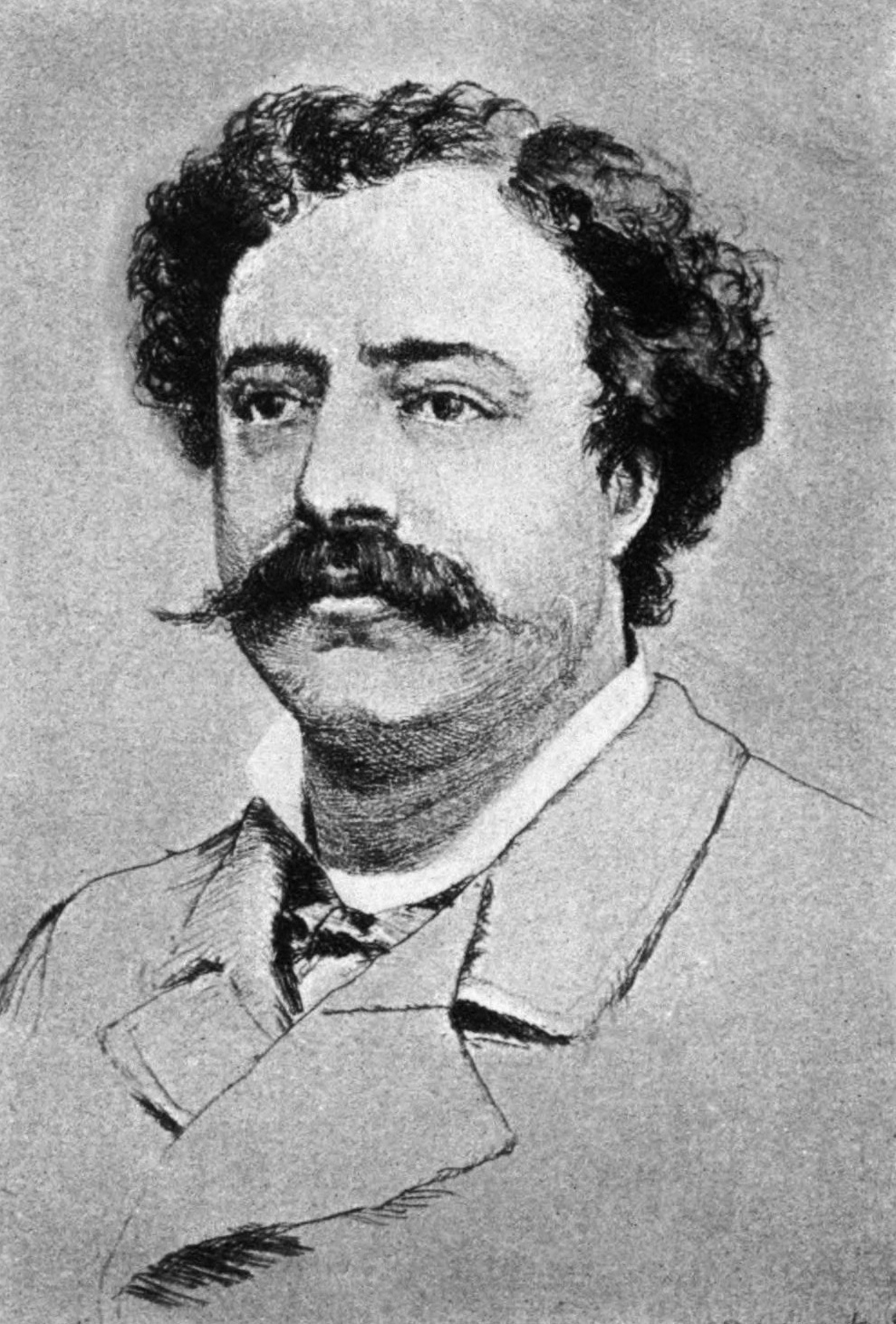
Edmondo De Amicis

Edmondo De Amicis (Imperia, 21 oktober 1846 – Bordighera, 11 maart 1908) was een Italiaans schrijver, vooral bekend van zijn kinderroman Cuore ('Hart', 1886).

## Leven en werk
Na een korte loopbaan in het leger wijdde De Amicis zich aan de letteren. Hij had vrij snel succes met korte verhalen over het soldatenleven en een aantal reisboeken, onder andere ook over een reis door Nederland: Olanda (1874). De Amicis schreef in helder, ongedwongen proza, waarmee hij een soort tegenhanger werd van Gabriele D'Annunzio. Hij is op zijn sterkst in het tekenen van de ‘gewone mens’, meestal types uit de provincie. Zijn glimlachend optimisme, gezond verstand en onheroïsche middelmatigheid spraken de burgerklasse van die tijd bijzonder aan.
Het werk dat De Amicis beroemd maakte, Cuore ('Hart', 1886), gold lange tijd als het basisboek voor de geestelijke vorming van het Italiaanse kind. Achter een eenvoudig verhaal gaan sterk moraliserende, pedagogische tendensen schuil. Het boek werd een internationaal succes en werd later ook diverse malen verfilmd. In de zeventiger jaren werd er een 52-delige Japanse tekenfilmserie van gemaakt.
In de jaren na 1890 bekeerde De Amicis zich tot het socialisme en schreef hij, naast opnieuw sterke schetsen en observaties van medemensen, ook tal van artikelen en pamfletten. Zijn laatste werken L'idioma gentile (1905) en Nuovi ritratti letterari e artistici (1908) worden literair vaak als zijn sterkste beschouwd. Hij leed in die periode sterk onder de dood van zijn moeder, de zelfmoord van zijn zoon en de toevallen van zijn vrouw. De Amicis overleed in 1908, op 61-jarige leeftijd.

## Bibliografie

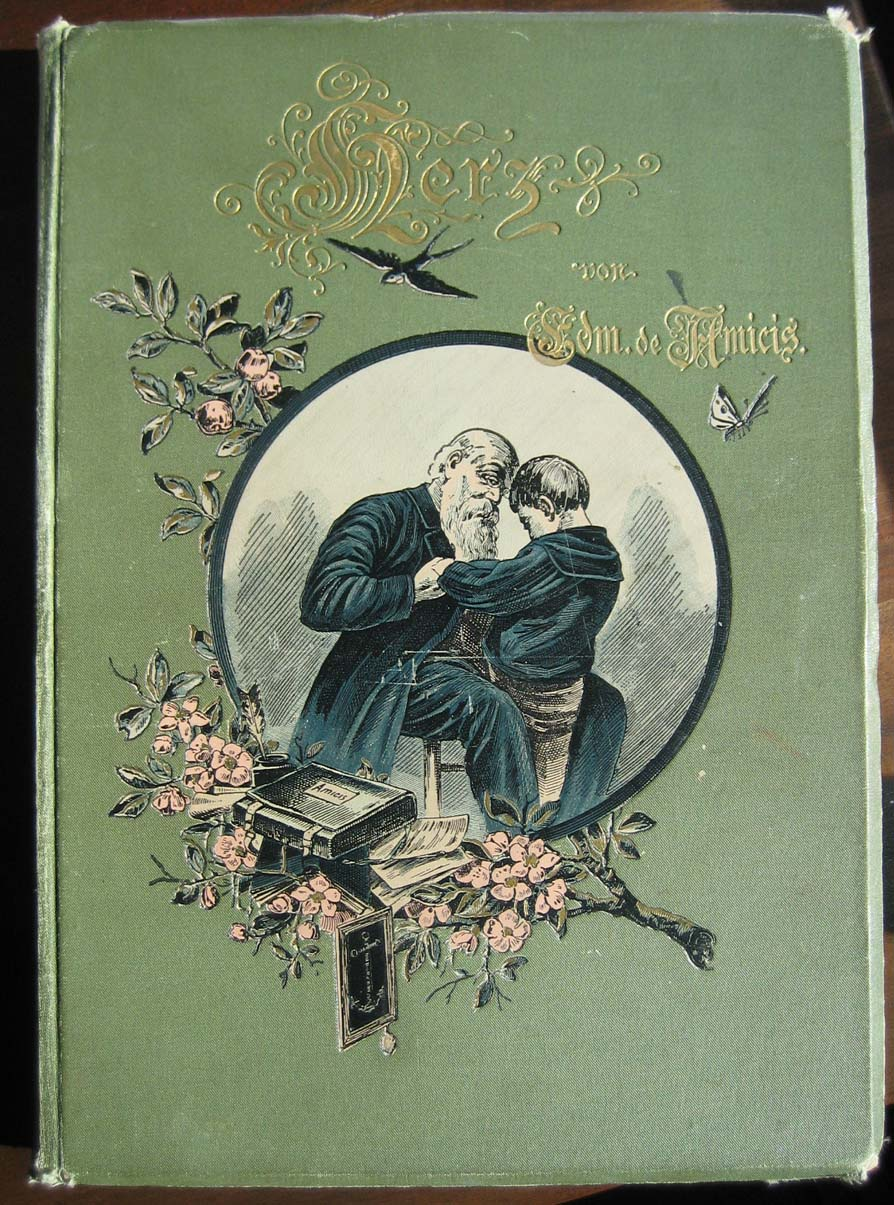
Titelblad 'Cuore'; 1894